# Тарабай, Антуан
Антуан Тарабай (15 ноября 1967 года, Ливан) — епископ сиднейский Маронитской католической церкви с 17 апреля 2013 года, член монашеского ордена баладитов.

## Биография
17 октября 1992 года Антуан Тарабай принял вечные монашеские обеты. 11 июля 1993 был рукоположен в священника.
17 апреля 2013 года Римский папа Франциск назначил Антуана Тарабая епископом епархии Святого Марона в Сиднее. 25 мая 2013 года состоялось рукоположение Антуана Тарабая в епископа, которое совершил маронитский патриарх Бешар Бутрос Раи в сослужении с архиепископом Бейрута Павлом Юссефом Матаром и епископом Батруна Муниром Хайраллой.